# 情態動詞
情态动词 （英語：Modal verb）是一个语法学术语，用来表达可能、意愿、必要的动词。
上述定义是从抽象的语义角度出发的。事实上在具体语言中的界定往往还要符合一定的句法形式或形态标准。
在现代汉语语法中，情态动词又被称为能愿动词或助动词；而在英语中情态动词则是助动词中的一类。

## 功能
情态动词是用来表示情态的。具体而言，情态动词具有提示所支配的主要动词的交际功能。虽然不同语言中的各个具体的情态动词的交际功能各有细微差别，但绝大部分可以归为表示“可能”、“必要”或“意愿”三类意思。
举例：
可能：明天我可以去。（表示有可能性）
必要：明天你应该去。（表示有必要）
意愿：明天我愿意去。（表示主观意愿）
现代汉语中的情态动词能愿动词

## 英语中的情态动词
| 情态动词 | 意义功能  | 举例                                               |
| -------- | --------- | -------------------------------------------------- |
| can1     | 必要/意愿 | She can really sing.（她真的会唱歌）               |
| can2     | 可能      | That can indeed help.（这确实有帮助）              |
| could1   | 必要      | He could swim when he was young.（他小时候会游泳） |
| could2   | 可能      | That could happen soon.（这很快就发生了）          |
| may1     | 必要      | May I stay?（我应该留下来吗？）                    |
| may2     | 可能      | That may be a problem.（这可能是个问题）           |
| might    | 可能      | The weather might improve.（天气应该会变好）       |
| must1    | 必要      | Sam must go to school.（山姆必须要去学校了）       |
| must2    | 可能      | It must be hot outside.（外面一定很热）            |
| shall    | 必要      | You shall not pass.（你不可以过去）                |
| should1  | 必要      | You should stop that.（你应该停下）                |
| should2  | 可能      | That should be surprising.（这应该是令人惊讶的）   |
| will     | 可能      | She will try to lie.（她可能在撒谎）               |
| would    | 可能      | Nothing would accomplish that.（什么都没有实现）   |
英文中的情态动词是一个封闭的类。上表中是标准英语中所有的情态动词。
英语情态动词的语法特点包括：可以在问句中置于主语之前；可以用not修饰；没有时态、体态、人称、分词、动名词的变化，也不能出现在不定式中，屬於不完全變化動詞。
其他动词如dare、ought to、had better和need not也具有同样的意义功能和类似的部分语法形式特点，但是在问句中不能置于主语前，严格意义上不属于英语的情态动词。
另外一些动词如appear、have to、seem等，具有类似的意义功能，但在形式上更像普通动词，不属于一般意义上英语的情态动词。